# Heidenheimer Buck
Der Heidenheimer Buck ist ein circa 578 m ü. NHN hoher, bewaldeter Berg der Fränkischen Alb im mittelfränkischen Landkreis Weißenburg-Gunzenhausen.

## Geographie

### Lage
Der bewaldete Heidenheimer Buck erhebt sich im Südwesten des Landkreises Weißenburg-Gunzenhausen. Der Berg wird vom Tal der Rohrach (Westliche Rohrach) vom im Osten verlaufenden Höhenzug des Hahnenkamms getrennt. Östlich des Berges erstreckt sich Heidenheim mit seinem Ortsteil Ziegelhütte. Westlich verläuft die Gemeindegrenze zu Westheim. Nördlich des Bergs erhebt sich der Rechenberg. Am Berg entspringen aus den Sieben Quellen mehrere Zuflüsse; westlich befindet sich der Kohlbrunnen. Der Heidenheimer Buck liegt inmitten des Naturparks Altmühltal in einem Landschaftsschutzgebiet.

### Naturräumliche Zuordnung
Der Heidenheimer Buck gehört in der naturräumlichen Haupteinheitengruppe Fränkisches Keuper-Lias-Land (Nr. 11), in der Haupteinheit Vorland der Südlichen Frankenalb (110) und in der Untereinheit Hahnenkamm-Vorland (110.2) zum Naturraum der Hahnenkamm-Vorberge (110.21), wobei sein Gelände im Westen in den Hahnenkamm-Liasgürtel (110.20) abfällt.